# Bescollada

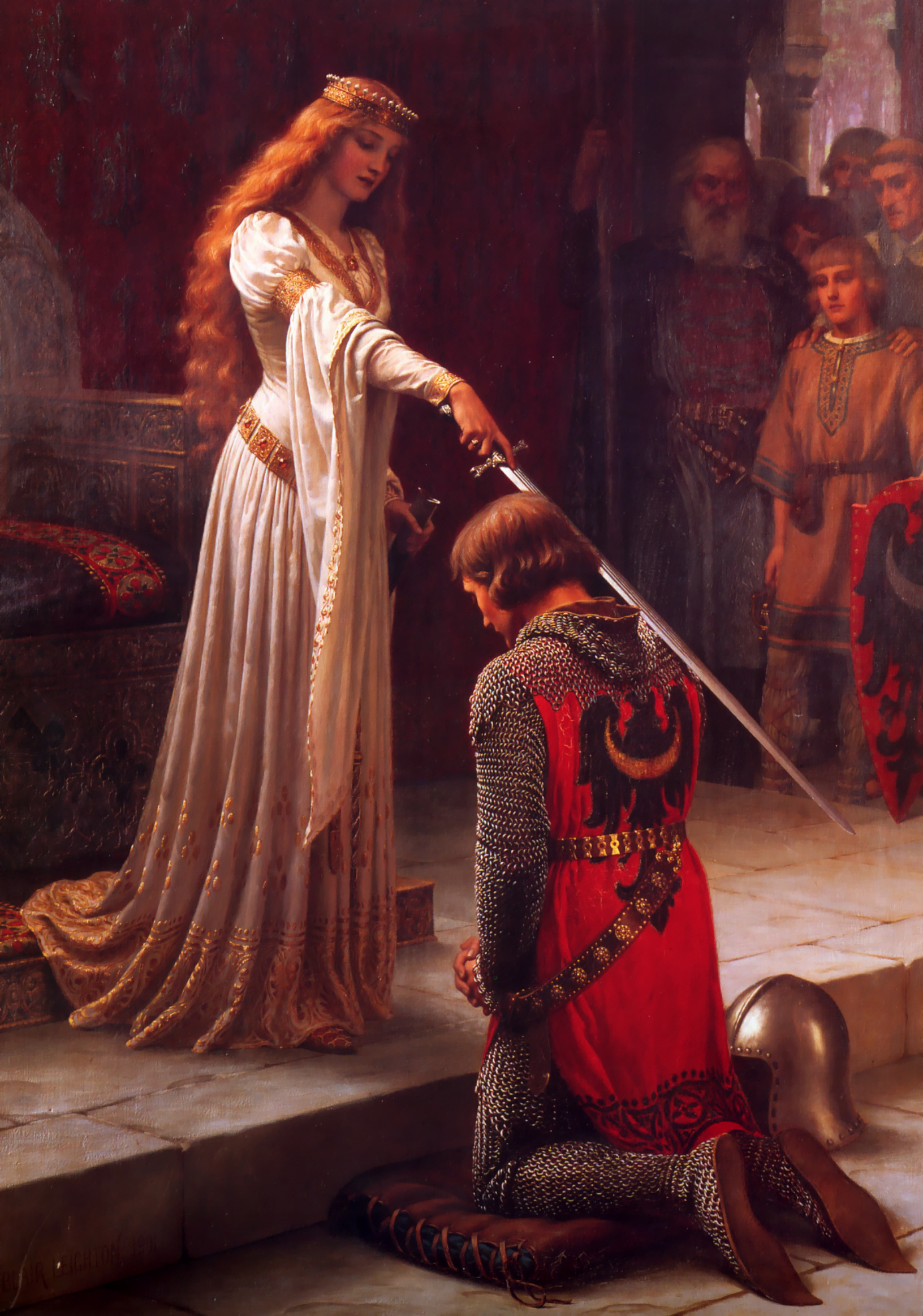
La bescollada, per Edmund Blair Leighton

A l'edat mitjana, la bescollada va ser l'acte central de les cerimònies del ritu de passatge que conferia el títol de cavaller.

## Cerimònia

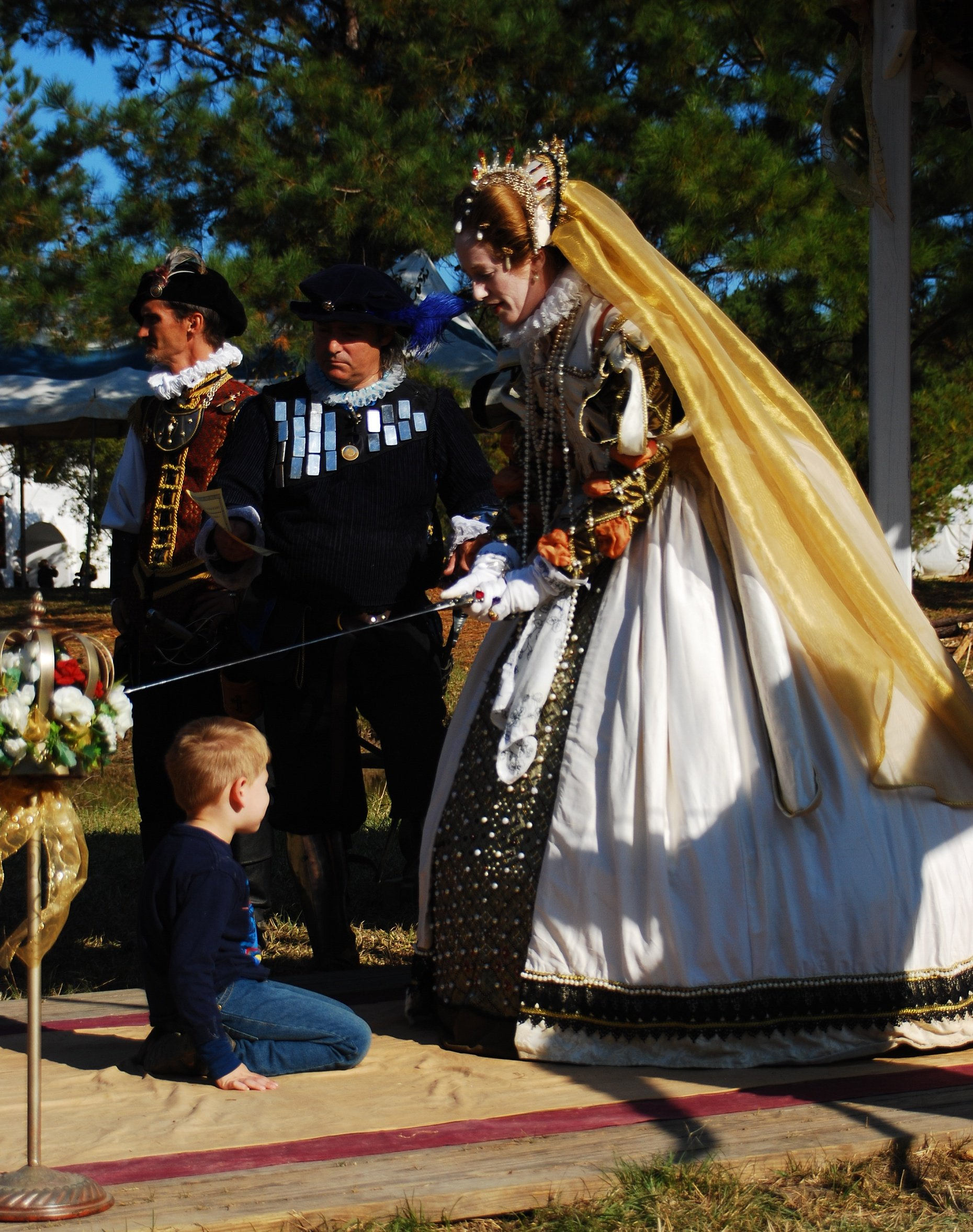
Cerimònia de cavaller, la reina Isabel l, al llogaret d'Albright, Louisiana Renaissance Festival, Hammond, LA.

La bescollada és una part de la cerimònia de nomenar cavaller i pot prendre moltes formes, inclòs, per exemple, un copet amb la part plana d'una espasa a l'espatlla del candidat o una abraçada o aferrada pel coll.
En el primer cas, l'aspirant s'agenolla davant el rei en un tamboret de cavaller quan se celebra la cerimònia. En primer lloc, el rei posa la part plana de la fulla de l'espasa damunt l'espatlla dreta de l'aspirant. A continuació, aixeca l'espasa lleugerament només fins per sobre del cap del candidat i la col·loca després sobre la seva espatlla esquerra. El nou cavaller aleshores s'aixeca un cop nomenat i el rei o la reina el presenten amb la insígnia de l'orde a la qual s'ha incorporat.

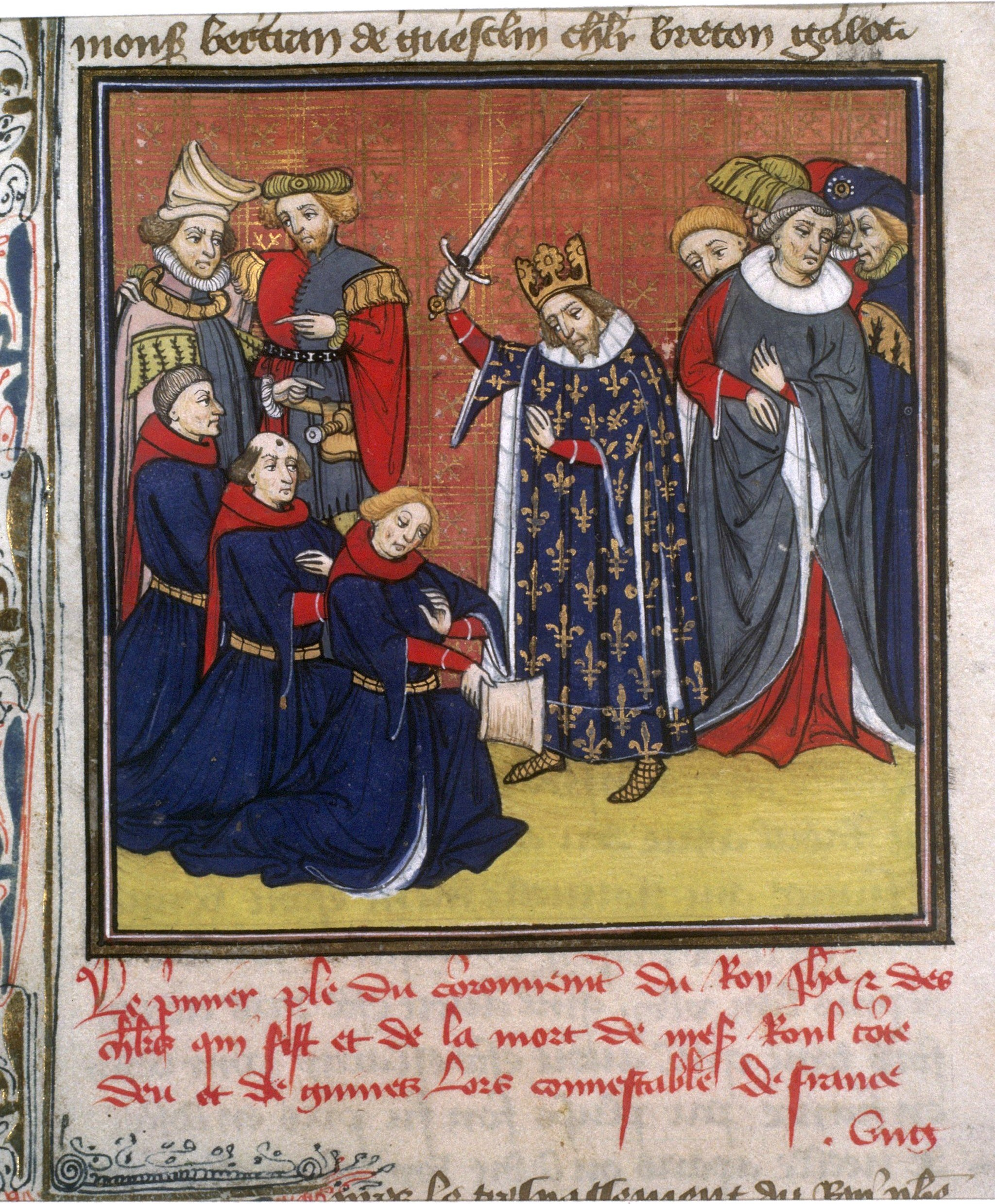
El rei Joan II de França en una cerimònia d'"adoubement", miniatura del principi del.

Hi ha algun desacord entre els historiadors sobre la cerimònia pròpiament dita i sobre quins sistemes es podrien haver utilitzat en un determinat període. Podria haver estat una abraçada o un copet al coll o la galta, com indica l'origen del nom bescollada (de queix, 'regió de la galta corresponent a les barres o mandíbules'). En aquest cas, tenia relació amb el ritu catòlic de la confirmació ("la qual confermacio es adoncs con lo Bisbe, qui es ton pare spiritual, te conferma e t dona caxada, per so que t membre de la confermacio", Ramon Llull, Doctrina Pueril). Per adobar cavaller el seu fill Enric, amb la cerimònia de la bescollada, la història documenta que Guillem el Conqueridor va utilitzar el cop.
Quan el cop es va utilitzar per primera vegada es pegava amb la mà nua. Era un mastegot enèrgic a la galta perquè hom el recordàs ("L'escuder devant el autar se deu agenollar, e que leu sos ulls a Deu corporals e spirituals, e ses mans a Deu. E lo cavaller li deu cenyir l espaa, a significar castedat e justicia. E en significança de caritat deu besar s escuder e donar li quexada', per so que sia membrant de so que promet e del gran càrrech a que s obliga, e de la gran honor que pren per l orde de cavalleria", Ramon Llull, Llibre de l'orde de cavalleria), Més tard es va substituir per un copet amb la part plana de l'espasa al costat del coll. Aquest cop després va evolucionar en el costum de pegar un copet bé a l'espatlla dreta, bé l'esquerra, o bé a totes dues, que segueix essent tradicional a la Gran Bretanya avui en dia.
Una antiga cerimònia germànica per a commemorar l'entrada en el món adult d'un jove presentant-lo amb una arma lligada es va elaborar en els segles x i xi com un senyal que el menor havia assolit la majoria d'edat. Primer es tractava d'un simple ritu sovint celebrat en el camp de batalla, a on als novel·listes els ha agradat situar-lo. Una escena del tapís de Bayeux mostra l'adob de cavaller de Harold per Guillem de Normandia, però el gest específic no està clarament representat. Un altre militar cavaller (comandant d'un exèrcit), molt impressionat per la lleialtat d'un guerrer, degué colpejar-lo amb la mà en la lluita al cap o a l'esquena i a l'espatlla i degué proclamar que era oficialment cavaller. Unes paraules que es degueren poder dir en aquell moment van ser 'Advances Chevalier au nom de Dieu.
Les cerimònies cada vegada més impressionants que envoltaven l'adobament de cavaller es reproduïren extensament en la literatura romàntica, tant en francès com en anglès mitjà, en particular les que obtingueren el material de la Guerra de Troia o del cicle procedent de la figura llegendària d'Alexandre el Gran.
Als Països Baixos els cavallers de l'elitista Orde Militar de Guillem (la Victoria Cross neerlandesa) reben un cop a les dues espatlles, amb el palmell de la mà, primer del monarca neerlandès (si hi és) i després dels altres cavallers. El candidat a cavaller no s'agenolla.

## Promoció
El procés per a arribar a ésser cavaller solia incloure aquestes etapes: 
Patge - Un vailet començava a preparar-se a l'edat de set o vuit anys, aprenent a creure, bona educació i altres habilitats.
Escuder - Dels 12 als 14 anys, el minyó observava altres cavallers i els ajudava (etapa comparable a un aprenentatge). Aprenia tècniques de lluita portant-los les armes i observant com lluitaven. També anava a caçar amb altres cavallers per aprendre a manejar les armes. Seguia un entrenament per a aprendre a lluitar. Als 21 anys, si ho mereixia, era adobat cavaller novell.
Cavaller – Era un tipus especial de soldat entrenat, sovint de cavalleria, que servia un senyor (noble o rei). Els cavallers tenien un estatus especial en la societat feudal.